# Meaghan Martin
Meaghan Jette Martin (Las Vegas, Nevada, 17 de febrero de 1992)
es una actriz y cantante estadounidense, conocida por su papel en la película original de Disney Channel, Camp Rock como Tess Tyler.
También apareció como invitada en Zack y Cody: Gemelos en Acción, Jessie y en Just Jordan. Además, tuvo un papel en la película "Privileged" al lado de Nikki Reed. Hasta 2010 fue actriz protagonista en la serie televisiva de la cadena ABC Family 10 Things I Hate About You (en España "10 Razones para odiarte") donde interpreta a "Bianca Stratford". También participó en el videojuego de terror Until Dawn donde prestó su imagen y voz para el personaje de Jessica.

## Vida personal
Meaghan, nació en Las Vegas, Nevada y tiene dos hermanos y una hermana. Comenzó su carrera como modelo a los cinco años. También apareció en varias producciones de teatro de la comunidad en Las Vegas como Peter Pan y realizada para su Showteam y más tarde hizo su debut en teatro profesional en una producción de Los Ángeles de  13. Apareció en varios comerciales de televisión como para Cabbage Patch Kids y Barbie.
En mayo de 2016 se comprometió con el actor británico Oli Higginson. Se casaron el 24 de septiembre de 2016 en Londres, Reino Unido. Viven en el este de Londres.

## Carrera
Hizo su debut en televisión en 2006, con el piloto de la serie de televisión Cooking Rocks! Le siguieron papeles en programas como Just Jordan de Nickelodeon y de CBS Close to Home, así como un periodo de comentarios de la serie Disney Channel The Suite Life of Zack & Cody. Finalmente fue elegida como la antagonista principal en la película original de Disney Channel, Camp Rock, que también está protagonizada por Demi Lovato y los Jonas Brothers.
Fue seleccionada por TV Guide en 2008 como una de las "13 Hottest Young Stars to Watch". Fue el anfitrión en línea para los Disney Channel Games del 2008.
Dio vida al personaje Naminé en todas las versiones posteriores en Kingdom Hearts, sustituyendo Brittany Snow, que no volvió a la serie.
Protagonizó la comedia de ABC Family 10 Things I Hate About You como Bianca (desarrollada por Larisa Oleynik en la versión cinematográfica). También tuvo el papel de Megan Kennedy en la película independiente Dear Lemon Lima. Retomó su papel como Tess Tyler en la secuela de Camp Rock, Camp Rock 2: The Final Jam, que fue estrenado el 3 de septiembre de 2010 en Disney Channel. En 2011, obtuvo el papel protagonista Jo en Mean Girls 2. También desempeñó el papel de Aubrey en la película Sironia, que fue lanzado en 2011.
El 16 de junio de 2011, apareció una noche en Super Summer Theatre en la producción de "Annie" en Spring Mountain Ranch en Las Vegas, NV en el papel de Star-To-Be.
También hizo el papel de Wendy en la serie web Wendy junto a Tyler Blackburn. Wendy representa un giro turbio en el relato original de 'Peter Pan'. La serie se estrenó en macys.com el 15 de septiembre de 2011.
En 2013, interpretó a Petula Kensington en la película de Ghostgirl (preproducción). En el mismo año, también apareció en la película adaptada Geography Club como Trish, al mismo tiempo también aparecía en el thriller The Good Mother. En 2014 tuvo una aparición en Jessie en el episodio "Rossed at Sea: Part 1" (Rossed en el mar: parte 1), donde hizo el papel de una sirena. En 2015, puso su voz e imagen en el videojuego exclusivo de terror de PlayStation 4 Until Dawn para el personaje de Jessica.
Se formó como actriz en Londres. En 2016, se graduó de la  Academia de Música y Arte Dramático de Londres "LAMDA" (en inglés: The London Academy of Music and Dramatic Art "LAMDA" ). Tras mudarse de forma definitiva al Reino Unido, en el 9 de abril de 2019, fue anunciado que haría su debut profesional en escena en Londres en el galardonado por los premios Tony por el dramaturgo Christopher Durang en su comedia negra The Actor's Nightmare.

## Música
Grabó dos canciones en Camp Rock, «Too Cool» y «2 Stars». Cantó una versión de «When You Wish Upon a Star» para el re-relanzamiento en 2009 de la película de Disney Pinocchio, también apareció en el vídeo musical. La canción debutó en el número cincuenta y dos de la lista Billboard's Hot Dance Club Songs, convirtiéndose en la primera y única canción de Meaghan en ingresar a una lista. Ésta alcanzó su punto máximo en el puesto treinta y siete. 
También grabó una versión de la canción «Magic» de Olivia Newton-John para la banda sonora de Wizards of Waverly Place. Se ha asociado con Build-A-Bear Workshop para su movimiento «Love.Hugs.Peace». Para la campaña publicitaria, grabó una versión especial de «Let's Talk About Love». También grabó dos canciones en Camp Rock 2: The Final Jam, «Tear it Down» y «Walkin in My Shoes», junto al coprotagonista de Camp Rock, Matthew «Mdot» Finley. También aparece en la canción colaborativa «It's On», que presenta a los coprotagonistas de la película. Todas las canciones aparecen en la banda sonora de la película.
Apareció en el vídeo musical de Demi Lovato para la canción «Remember December». No fue parte del Jonas Brothers World Tour 2010 en el que estaban los Jonas Brothers, Demi Lovato, y el elenco de Camp Rock 2: The Final Jam, porque estaba filmando Mean Girls 2.

## Filmografía

### Películas
| Año  | Título                     | Rol                  | Notas                                                     |
| ---- | -------------------------- | -------------------- | --------------------------------------------------------- |
| 2008 | Camp Rock                  | Tess Tyler           | Película para televisión                                  |
| 2009 | Dear Lemon Lima            | Megan Kennedy        |                                                           |
| 2010 | Camp Rock 2: The Final Jam | Tess Tyler           | Película para televisión                                  |
| 2011 | Mean Girls 2               | Joanna 'Jo' Mitchell | Película para televisión                                  |
| 2012 | La buena madre             | Melanie              |                                                           |
| 2012 | Sironia                    | Aubrey               |                                                           |
| 2013 | Geography Club             | Trish                |                                                           |
| 2013 | Truck Stop                 | Sharon               |                                                           |
| 2014 | Senior Project             | Natalia              |                                                           |
| 2014 | A Diva In New York         | Emily Olays          |                                                           |
| 2015 | Safelight                  | Sharon               |                                                           |
| 2019 | Wives of the Landed Gentry | Lavinia              | Cortometraje; también productor                           |
| 2020 | Unstable Bitches           | Grace                | Cortometraje                                              |
| 2020 | Bad News                   | Gina                 | Estrenada en el Festival de Cine Independiente de Londres |
| 2021 | Journey                    | Samantha             |                                                           |
| 2022 | Before Seven               | Sage                 | Cortometraje                                              |
| 2022 | Ten Dates                  |                      | Largometraje                                              |

### Televisión
| Año       | Título                          | Rol              | Notas                                               |
| --------- | ------------------------------- | ---------------- | --------------------------------------------------- |
| 2007      | Just Jordan                     | Ashley           | Episodio: "Home Alone in the Diner"                 |
| 2007      | Close to Home                   | Candy            | Episodio: "Fall from Grace"                         |
| 2007      | The Suite Life of Zack and Cody | Stacie           | Episodio: "Sleepover Suite"                         |
| 2008      | House M. D.                     | Sarah            | Episodio: "Joy to the World"                        |
| 2009—2010 | 10 Things I Hate About You      | Bianca Stratford | Papel principal. 20 episodios                       |
| 2011—2013 | Wendy                           | Wendy            | Serie web                                           |
| 2011—2015 | Awkward                         | Julie #2         | papel principal serie de TV MTV                     |
| 2014      | Melissa & Joey                  | Jordan           | estrella invitada 2 episodios, serie de TV Freeform |
| 2015      | Jessie                          | Delphina         | Invitada 1 episodio, serie de TV Disney Channel     |
| 2015      | Castle                          | Lynsay           | Invitada 1 episodio                                 |

### Videojuegos
| Año  | Título                               | Personaje              | Notas                               |
| ---- | ------------------------------------ | ---------------------- | ----------------------------------- |
| 2008 | Kingdom Hearts Re: Chain of Memories | Naminé                 | Voz                                 |
| 2009 | Kingdom Hearts 358/2 Days            | Naminé                 | Voz                                 |
| 2010 | Kingdom Hearts Birth by Sleep        | Naminé                 | Voz                                 |
| 2011 | Kingdom Hearts Re:coded              | Naminé                 | Voz                                 |
| 2015 | Until Dawn                           | Jessica ''Jess'' Riley | Voz y rasgos faciales del personaje |
| 2018 | The Crew 2                           | June Wilder            | Voz                                 |
| 2019 | Kingdom Hearts III                   | Naminé                 | Voz                                 |
| 2020 | Kosmokrats                           | Henrietta              | Voz                                 |
| 2021 | Battlefield 2042                     | Female                 | Voz                                 |
| 2021 | Triangle Strategy                    | Medina Alliam          | Voz                                 |

## Premios y nominaciones
| Año  | Premio              | Categoría                                                         | Trabajo                    | Resultado |
| ---- | ------------------- | ----------------------------------------------------------------- | -------------------------- | --------- |
| 2010 | Young Artist Awards | Mejor Interpretación de una Actriz en un Papel de Comedia o Drama | 10 Things I Hate About You | Nominada  |